# نوكيا 130 (2014)
نوكيا 130 (بالإنجليزية: Nokia 130)‏ إضافةً إلى نوكيا 130 مُزدوج الشريحة (بالإنجليزية: Nokia 130 Dual Sim)‏ هي هواتف مُميَّزة تحمل علامة نوكيا التجاريَّة، المملوكة لِشركة إتش إم دي العالميَّة (بالإنجليزية: HMD Global)‏. قُدِّمت في الأصل في سبتمبر 2014 ضمن قطاع مايكروسوفت موبايل. يدعم هاتف نوكيا 130 بطاقة سيم واحدة فقط، أمَّا بالنسبة للنسخة الأُخرى فهي تدعم شريحتي سيم.

## التاريخ
وفقًا لبي بي سي، فإنَّ طرح هذا الهاتف جاء بعدما كُشِفَت مذكرة مُسرَّبة قبل شهر من إطلاقه، تُشير إلى أنَّ شركة مايكروسوفت تُخطِّط بالتوقف عن تصنيع العديد من الهواتف مُنخفضة التكلفة؛ وهذا لأجل التركيز على مجموعة من الهواتف الأكثر تكلفة التي تعمل بنظام مايكروسوفت ويندوز للأجهزة المحمولة، لكن الشركة أكَّدت على استمرار التزامها بتلك المجموعة مِن الهواتف.

## المُواصفات

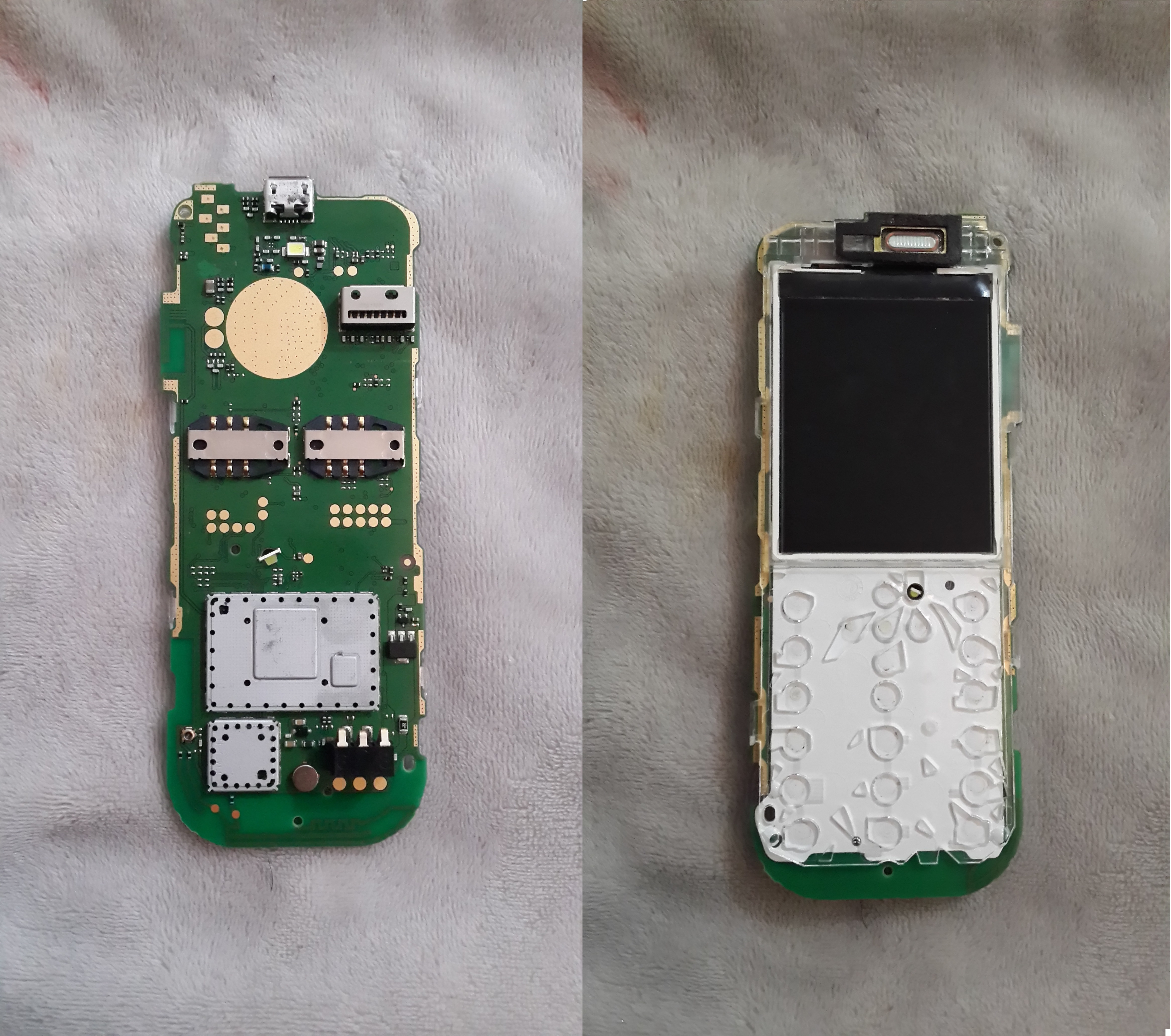
اللوحة الأساسيَّة لهاتف نوكيا 130 مُزدوج الشريحة، مِن الجهة الأماميَّة والخلفيَّة

يعمل نوكيا 130 على واجهة مستخدم مُحدَّثة من سيريز 30+، ويأتي الهاتف محملاً مسبقًا بتطبيقاتٍ مُختلفة، ولعبة سنيك إكسينزيا (بالإنجليزية: Snake Xenzia)‏، ويدعم تشغيل الصوت والفيديو. يدعم مُشغِّل صوت لملفات: إم بي 3، واف، ترميز الصوت المتقدم AAC. يدعم مشغل فيديو لملفات: إم بي 4 (إتش.263 [الإنجليزية]).
بحسب الموقع الرسمي لنوكيا، فإنَّ هواتف نوكيا 130 ونوكيا 130 مُزدوج الشريحة «تُوفِّر أوقات استخدامٍ طويلة جدًا للمُستخدم»:
- وقت الاستعداد: يعمل نوكيا 103 حتى 864 ساعة (36 يومًا)، ويعمل نوكيا 130 مُزدوج الشريحة حتى 624 ساعة (26 يومًا)
- وقت التحدث: تعمل حتى 13 ساعة (0.54 يوم)
- وقت تشغيل الفيديو: تعمل حتى 16 ساعة (0.67 يوم)
- وقت تشغيل الصوت: تعمل حتى 46 ساعة (1.92 يومًا)